# EVI Hildesheim
EVI Hildesheim war insbesondere im Damen-Bereich einer der erfolgreichsten deutschen Vereine für Schwimmsport. Er löste sich im Oktober 2008 auf. 
Der Verein EVI Hildesheim entstand 1994 durch den Zusammenschluss der Schwimmabteilungen von sechs Hildesheimer Sportvereinen. Im Laufe der Zeit sind aber zwei Abteilungen wieder ausgetreten, so dass zum Ende noch die Schwimmabteilungen folgender vier Vereine zugehörig waren:
- Eintracht Hildesheim e. V.
- Post-Sportverein Hildesheim von 1934 e. V.
- Rasensportverein von 1932 Achtum
- TuS Grün Weiß Himmelsthür e. V.

Der Name EVI stammte vom Hauptsponsor, der EVI Energieversorgung Hildesheim. Analog zu Vereinen wie Bayer 04 Leverkusen konnte EVI Hildesheim damit auch als Firmenmannschaft bezeichnet werden. Im Verein wurde ausschließlich Schwimmsport betrieben. 
Die Damenmannschaft gehörte zu den erfolgreichsten Teams in der 1. Bundesliga Schwimmen. Im Jahr 2004 wurde die deutsche Meisterschaft erreicht, 2005 die Vize-Meisterschaft. Die Herrenmannschaft startete in der 2. Bundesliga Nord. Das Training wurde im Wasserparadies Hildesheim abgehalten. Die bekanntesten Schwimmerinnen in Hildesheim waren Sara Harstick und Katharina Schiller, die sich mittlerweile dem VfV Hildesheim angeschlossen hat. Auch die Masterssparte besaß eine starke Mannschaft, die mehrere Masters-Europameister hervorgebracht hatte.
Da die Mehrheit der Mitglieder des Vereins minderjährig waren, gab es bezüglich des Stimmrechts bei den Versammlungen die Besonderheit, dass alle Mitglieder stimmberechtigt waren. Somit stimmten auch Grundschüler gleichberechtigt mit ab. 
Zu Beginn der Saison 2008/09 wurde auf einer außerordentlichen Sitzung die Auflösung der Startgemeinschaft zum 15. Oktober 2008 beschlossen. Der TuS Grün-Weiß Himmelsthür und der PSV Hildesheim beendeten daraufhin die Zusammenarbeit und trainieren ihre Schwimmer nun bei sich selbständig. Die restlichen Schwimmer haben entweder ihr Startrecht zur Eintracht gewechselt und trainieren jetzt in dem neuen Leistungsbereich unter ihren alten Trainern oder sind zum VfV Hildesheim gewechselt.